# V sedmnácti
V sedmnácti (Quand on a 17 ans, tj. Když je člověku 17 let) je francouzský hraný film z roku 2016, který režíroval André Téchiné podle vlastního scénáře, jež napsal společně s Céline Sciammovou. Film popisuje komplikovaný vztah dvou spolužáků. Snímek byl vybrán do hlavní soutěže pro 66. Berlínský mezinárodní filmový festival, kde měl premiéru 14. února 2016.

## Děj
Damienovi je 17 let a bydlí v městečku v Pyrenejích. Jeho matka Marianne je lékařka a otec profesionální voják, který je momentálně na misi v Afghánistánu. Damien navštěvuje lyceum, kde se neustále dostává do konfliktu se svým spolužákem Thomasem. Tom je adoptovaný míšenec, který bydlí s rodiči na farmě izolované v horách. Když Tomova adoptivní matka otěhotní, nabídne Marianne, že Tom může dočasně bydlet u nich. Netuší však, jaké napětí vládne mezi oběma spolužáky. Damienův vztah k Thomasovi se začne pozvolna měnit.

## Obsazení
| Kacey Mottet Klein    | Damien Delille                      |
| Corentin Fila         | Thomas Chardoul                     |
| Sandrine Kiberlainová | Marianne Delille, Damienova matka   |
| Alexis Loret          | Nathan Delille, Damienův otec       |
| Jean Fornerod         | Jacques Chardoul, Thomasův otec     |
| Mama Prassinos        | Christine Chardoul, Thomasova matka |
| Jean Corso            | Paulo                               |

## Ocenění
- Festival 2 Valenciennes: cena pro nejlepšího herce (Corentin Fila)
- Festival du film de Cabourg: cena Swann d'or za mužský objev (Kacey Mottet Klein)
- César: 2 nominace v kategorii nejslibnější herec (Kacey Mottet Klein, Corentin Fila)